# Karl August Möbius

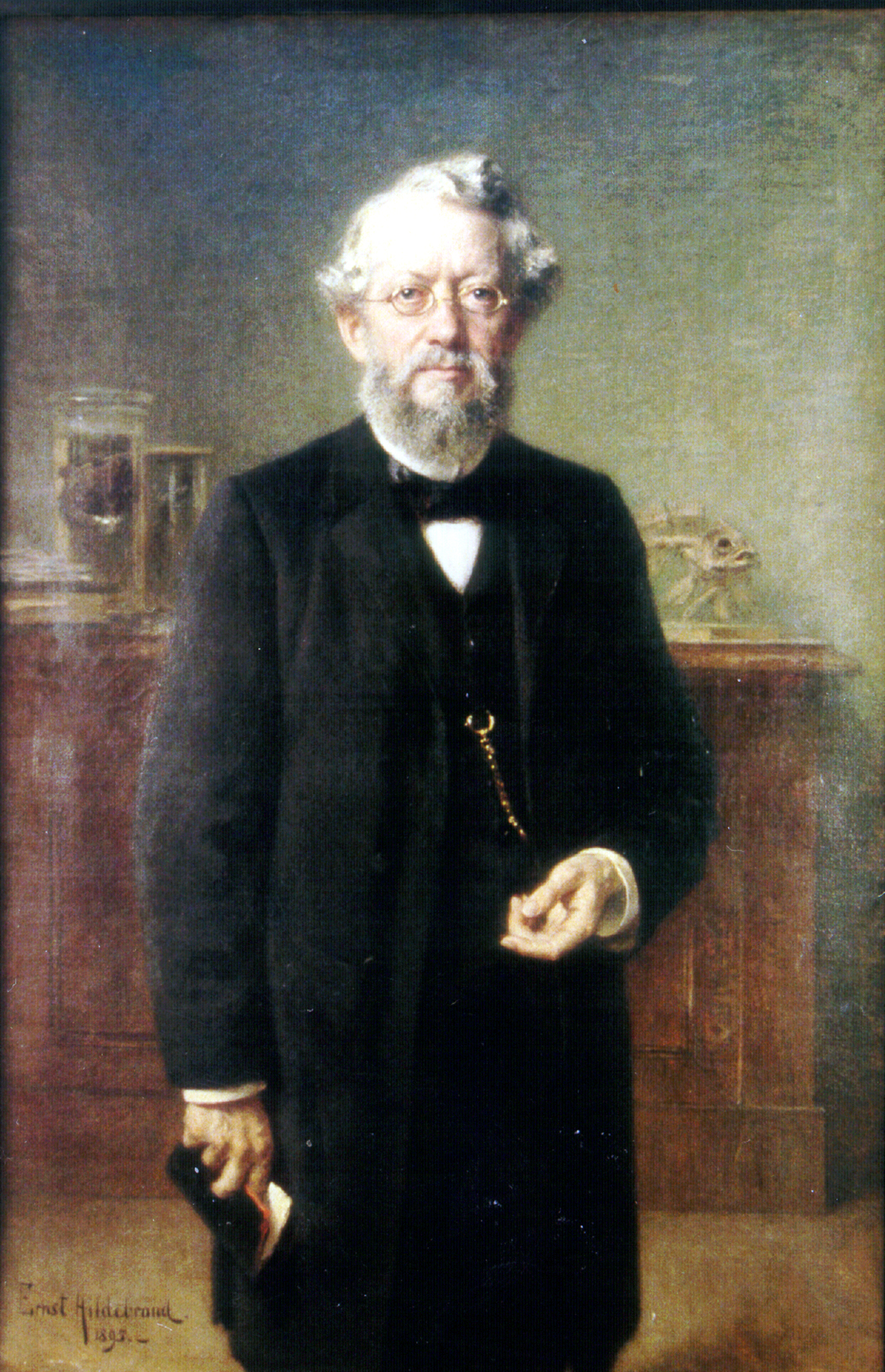
Karl August Möbius, Gemälde von Ernst Hildebrand, 1895

Karl August Möbius (* 7. Februar 1825 in Eilenburg, Provinz Sachsen; † 26. April 1908 in Berlin) war ein deutscher Zoologe und Ökologe.

## Leben

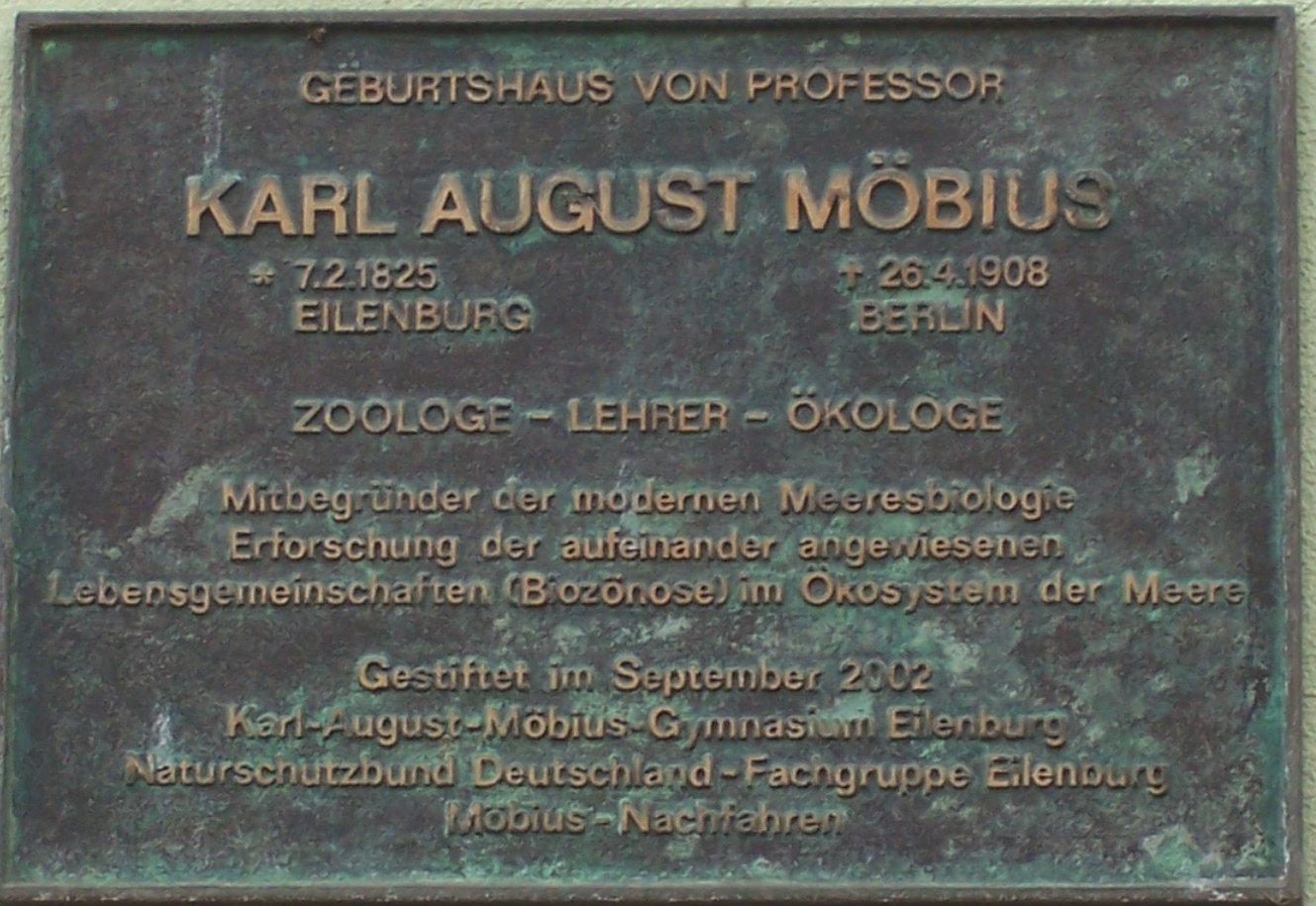
Tafel am Geburtshaus Möbius’ in Eilenburg

Mit vier Jahren besuchte Karl August Möbius die spätere Bergschule von Eilenburg. Sein Vater schickte ihn mit 12 Jahren an ein privates Lehrerseminar. 1844 legte er in Weißenfels das Lehrerexamen mit Auszeichnung ab.
Angestellt wurde er in der Realschule von Seesen am Harz. Obwohl er große Anerkennung als Lehrer erhielt, schrieb er sich 1849 für Naturwissenschaften und Philosophie an der Universität Berlin ein. Nach dem Studium wurde er 1853 Lehrer für Zoologie, Botanik, Mineralogie, Geographie, Physik und Chemie am Johanneum der Stadt Hamburg. 1863 richtete er im Zoologischen Garten Hamburg das erste öffentliche Meerwasseraquarium auf deutschem Boden ein. Es folgte die Promotion an der Universität Halle. Im Jahr 1860 wurde er zum Mitglied der Leopoldina gewählt.

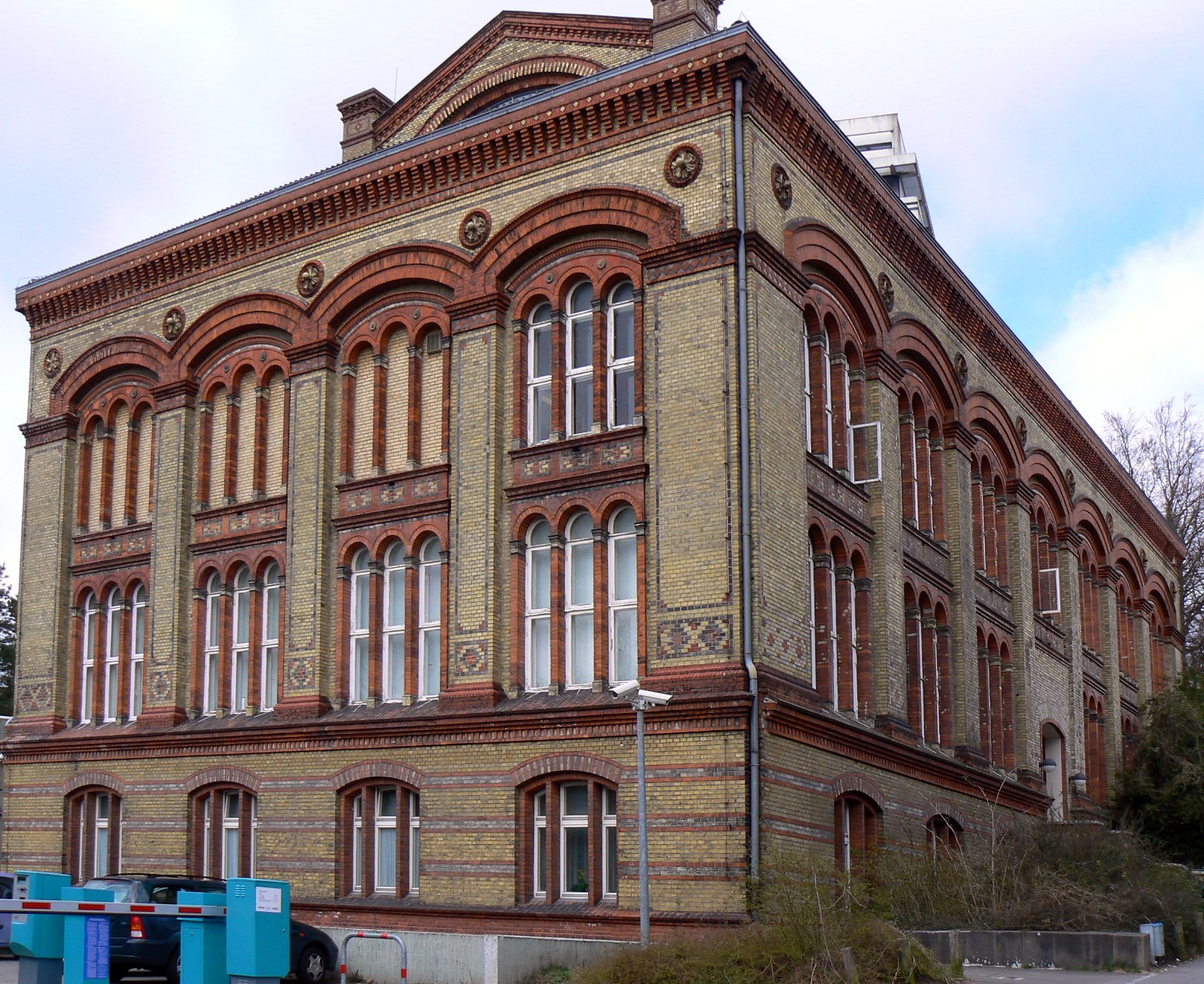
In Zusammenarbeit mit den Architekten Gropius & Schmieden entworfenes Zoologisches Institut und Museum in Kiel.

1868 wurde Karl A. Möbius zum ordentlichen Professor nach Kiel an den neu gegründeten Lehrstuhl für Zoologie berufen; zu seinen Aufgaben gehörte auch die Leitung des Zoologischen Museums. Dort beschäftigte er sich intensiv mit der Erforschung der Seetiere, zunächst in seinem gemeinsam mit Heinrich Adolph Meyer herausgegebenen zweibändigen Werk Die Fauna der Kieler Bucht (1865/1872). Bereits diese Veröffentlichung trägt deutlich ökologische Züge. Er unterrichtete auch an der Marineakademie und -schule (Kiel).
1868 wurde Möbius von der Regierung Preußens und dem Fischereiverein beauftragt, die Anlage von künstlichen Austernzuchten zu begutachten. Daher unternahm er ausgedehnte Forschungsreisen nach Frankreich und England. In seinem ersten Bericht von 1870 Über Austern- und Miesmuschelzucht und Hebung derselben an der norddeutschen Küste verneinte er die Möglichkeit einer künstlichen Zucht für Deutschland. Trotz des negativen Gutachtens wurde er mit weiteren Forschungen beauftragte, wobei er nun auch Erfahrungen aus den USA mit einbezog. In seinem abschließenden Büchlein Die Auster und die Austernwirtschaft konnte er daher das Wechselgefüge zwischen den Austern und den anderen Tieren und Pflanzen einer Austernbank genau darstellen.
Möbius hatte dort die starke wechselseitige Abhängigkeit zwischen allen Lebewesen einer Austernbank erkannt und prägte dafür den Begriff der Biozönose oder „Lebensgemeinde“ „für eine den durchschnittlichen äußeren Lebensbedingungen entsprechende Auswahl und Zahl von Arten und Individuen, welche sich gegenseitig bedingen und durch Fortpflanzung in einem abgemessenen Gebiet dauernd erhalten“ (nach Schramm 1984, S. 161). Das Biozönose-Konzept ist ein wesentliches Konzept der Synökologie.
Als Möbius 1879 Rektor der Universität Kiel wurde, nutzte er seinen Einfluss, um für den naturkundlichen Schulunterricht in Deutschland mehr Verständlichkeit und Komplexität zu fordern: „Wer schwer verständlich schreibt, hat keine klare Einsicht in das, was er anderen mitteilen will.“ Seine wichtigste inhaltliche Verbesserung des Biologieunterrichtes war die Erweiterung der damals allein üblichen Taxonomischen Methode hin zu einem an biologischen Phänomenen orientierten Unterricht. Dieses Konzept hat sich auch auf seine Schüler Friedrich Junge und Friedrich Dahl ausgewirkt.
1888 übernahm Möbius die Leitung und Neueinrichtung der Zoologischen Sammlung im neuen Museum für Naturkunde in Berlin und die Professur für systematische und geographische Zoologie an der dortigen Universität. Zum beiderseitigen Vorteil für Besucher und Forscher trennte er im Museum die wissenschaftliche Hauptsammlung von der öffentlichen Schausammlung. Zugleich wurde er Mitglied der Berliner Akademie der Wissenschaften. 1896 gab er Die Thierwelt Ost-Afrikas und der Nachbargebiete heraus.
Im Alter von 80 Jahren beendete er am 30. Dezember 1905 seine wissenschaftliche Tätigkeit. Als letztes seiner Werke veröffentlichte er die „Ästhetik der Tierwelt“ (1908), durch die er sich erhoffte das Naturschöne wieder in die Disziplin der Ästhetik einzugliedern, nachdem es lange Zeit der philosophische Diskurs aus selbiger verbannt hatte. Mit strengen wissenschaftlichen Ableitungen und zahlreichen Illustrationen sollten ästhetische Urteile über die Natur (Landschaften, Pflanzen und Tiere) anhand empirischer Befunde belegt und Kriterien der ästhetischen Urteilsbildung stabilisiert werden. Nach Möbius ließe sich der Schönheitswert eines Tieres weder an seiner Form noch aus seinem Bau regelhaft ableiten, sondern sei abhängig von der subjektiven Verfassung des Wahrnehmenden, seinem Gemütszustand und seinem Bildungsniveau. Erst durch die Einwirkung des Tieres auf den Gemütszustand des Betrachters sei ein Tier ‚schön‘ (Vgl. Karl Möbius: Ästhetik der Tierwelt. Vorwort, S. 27). Mit der „Ästhetik“ bereicherte Möbius als erster Zoologe die Zoologie um einen bis dato nur kunsthistorischen und literarischen Gegenstandsbereich. Diese Erweiterung ergänzte Möbius über Jahre hinweg durch seine Bereitschaft, auch das öffentliche Vortragswesen und populärwissenschaftliche Schrifttum zu unterstützen, etwas als Referent der Deutschen Gesellschaft für volkstümliche Naturforschung und der Berliner Urania.
1908 starb Möbius 83-jährig und wurde auf dem Luisenfriedhof III in Berlin-Westend beigesetzt.
Sein Schwager war der Philosoph Jürgen Bona Meyer (1829–1897).

## Werke (Auswahl)
- Das Thierleben am Boden der deutschen Ost- und Nordsee : Vortrag, gehalten am 26. Nov. 1870 im Saale der Harmonie in Kiel. Lüderitz, Berlin 1871 (Digitalisat)

- Zusammen mit Heinrich Adolph Meyer: Die Fauna der Kieler Bucht: Bd. I: Die Hinterkiemer oder Opisthobranchia. (1865); Bd. II: Die Prosobranchia und Lamellibranchia. (1872) Mit handkolorierten Lithographien.

- Zum Biozönose-Begriff. Die Auster und die Austernwirtschaft. Mit Einleitungen und Anmerkungen von Günther Leps und Thomas Potthast, Frankfurt a. M.: Verl. H. Deutsch, 2., erw. Aufl. 2006, ISBN 978-3-8171-3406-9. (1877)

- Die Bildung, Geltung und Bezeichnung der Artbegriffe und ihr Verhältnis zur Abstammungslehre. In: Zoologische Jahrbücher, Zeitschrift für Systematik, Biologie und Geographie der Thiere 1, 241–274. (1886)

- Ästhetik der Tierwelt. Mit 3 Tafeln und 195 Abbildungen im Text. Jena: Verl. von Gustav Fischer (1908). Jetzt: mit zeitgenössischen Rezensionen und einem Vorwort von Christoph Kockerbeck, Stuttgart: Franz Steiner Verl., 2008 (i. d. R. Wissenschaftskultur um 1900, Bd. 5), ISBN 978-3-515-09281-4.